# Кривошеин, Александр Сергеевич
Александр Сергеевич Кривоше́ин (род. 1925) — советский художник театра.

## Биография
Родился 26 мая 1925 года в Воронеже. В 1958 году окончил ЛТИ ( сейчас РГИСИ), первый курс Н.П. Акимова. В 1958—1969 годах работал художником в театрах Горького, Куйбышева, Саратова, Волгограда и Краснодара. В 1970—1976 годах главный художник ряда спектаклей КазГАТД имени М. О. Ауэзова и Русского театра драмы имени М. Ю. Лермонтова . В 1978 году начал работу главным художником в Одесском ОРДТ имени А. В. Иванова
Возглавивший Одесский русский драматический театр в 1978 году Виктор Терентьев, был мастером масштабных эпических спектаклей. Вместе с новым главным художником театра, лауреатом Государственной премии СССР Александром Кривошеиным они создали ряд монументальных постановок, среди которых особенно удачными оказались инсценировка «Тихого Дона» по М.Шолохову, «Мельница счастья» В.Мережко, «Три сестры» А.Чехова.
Были в эти годы значительные постановки приглашенных режиссеров. «Бесприданница» А.Островского в постановке Матвея Ошеровского и «Зыковы» М.Горького в постановке Эдуарда Митницкого, взволновали неожиданным, современным прочтением классических пьес. «Самозванец» Л.Корсунского в постановке Романа Виктюка стал ярким образцом самобытного художественного языка режиссера. 
В 1987 году театр снова возглавил вернувшийся из Москвы Виктор Стрижов. Самые значительные спектакли этого периода: «Закат» И.Бабеля, «Дети Арбата» А. Рыбакова, «Седьмой подвиг Геракла» М.Рощина в его постановке отвечали эстетическим и социальным ожиданиям «перестроечных» лет.
В 1986—1991 годах Александр Кривошеин в сотрудничестве с Татьяной Карповой работали над постановками в Николаеве, Симферополе, Грозном, Одессе, Перми и других городах Советского Союза.

## Спектакли[2]
- «Женитьба друга» К. Р. Аманжолова (1970)
- «Торсыкбай» (1971)
- «Пикник» А. Бурсана и Г. Панко (1973)
- «Так громче, музыка» Ю. Добронравов (1973)
- «Удачливый парень» А. Тарази (1973)
- «Кровь и пот» А. К. Нурпеисова (1973) [3]
- «Жеребенок мой» О. Бокеева (1974)
- «Карьера и совесть» А. Абишева (1974)
- «Муж и жена снимут комнату» М. Рощина (1975)
- «Возрождение» Л. И. Брежнева (1982)
- «Танго» С. Мрожек (1989)

## Награды и премии
- Государственная премия СССР (1974) — за оформление спектакля «Кровь и пот» А. К. Нупрпеисова, поставленного на сцене КазГАТД имени М. О. Ауэзова
- Государственная премия УССР имени Т. Г. Шевченко (1982) — за оформление спектакля «Возрождение» по книге Л. И. Брежнева в Одесском ОРДТ имени А. В. Иванова